# Exarna includens
Exarna includens är en insektsart som först beskrevs av Walker, F. 1870.  Exarna includens ingår i släktet Exarna och familjen gräshoppor. Inga underarter finns listade i Catalogue of Life.